# Setapius venusta
Setapius venusta är en insektsart som först beskrevs av Logvinenko 1969.  Setapius venusta ingår i släktet Setapius och familjen kilstritar.
Artens utbredningsområde är Azerbajdzjan. Inga underarter finns listade i Catalogue of Life.